# ريكس كونور
ريكس كونور (بالإنجليزية: Rex Connor)‏ هو فلاح وسياسي أسترالي، ولد في 26 يناير 1907 في أستراليا، وتوفي في 22 أغسطس 1977 في نفس البلد. حزبياً، نشط في حزب العمال الأسترالي. وقد انتخب عضو الجمعية التشريعية نيو ساوث ويلز وانتخب عضو مجلس النواب الأسترالي عن دائرة كونينغهام ‏ (30 نوفمبر 1963 – 22 أغسطس 1977).